# Kusić, Banatul de Sud
Kusić  (maghiară Kusics, germană Kuschitz, română Cusici) este o localitate în Districtul Banatul de Sud, Voivodina, Serbia.

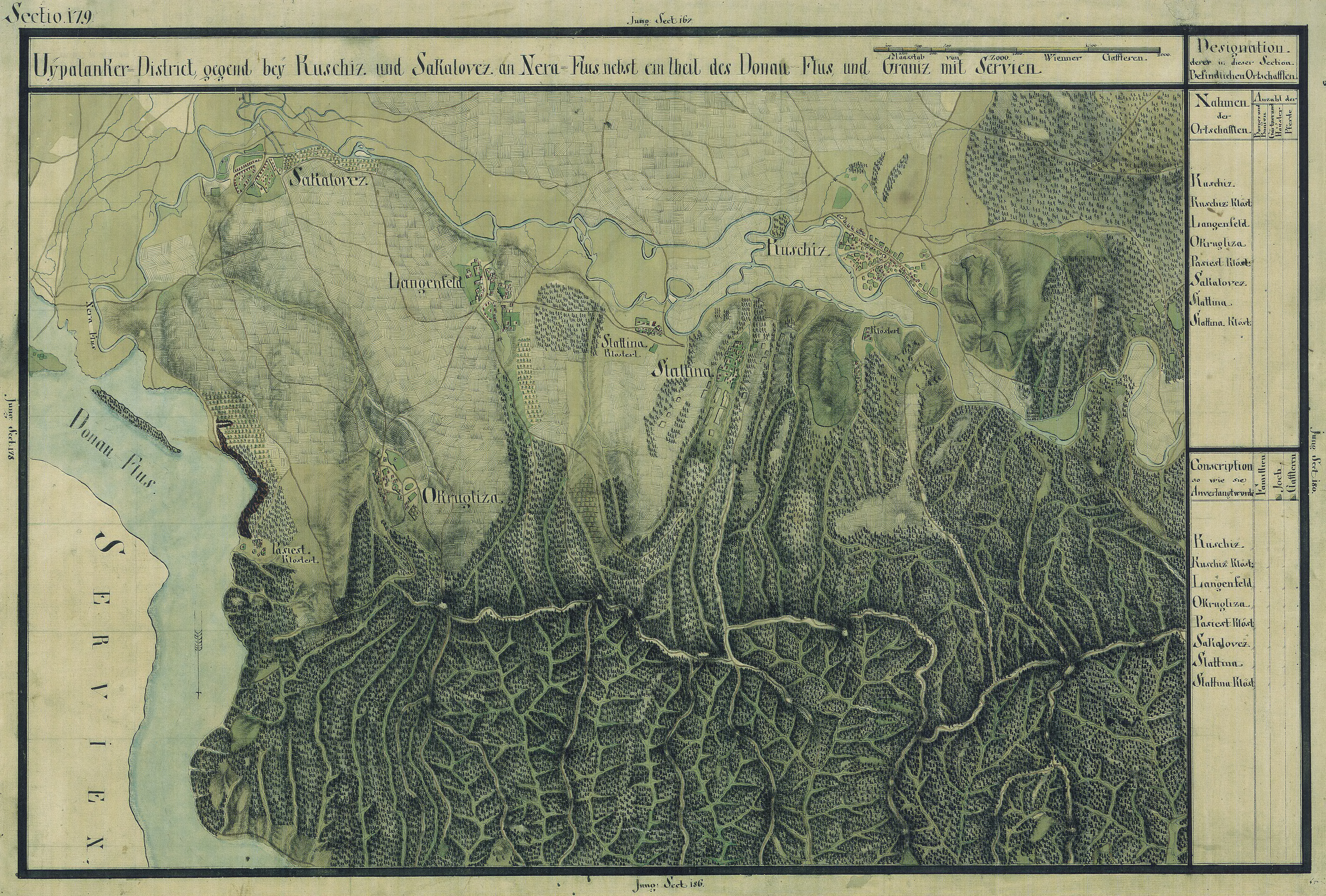
Kusić în Harta Iosefină a Banatului, 1769-72